# Volturara Appula
Volturara Appula ist eine italienische Gemeinde (comune) mit 366 Einwohnern (Stand 31. Dezember 2023) in der Provinz Foggia in Apulien. Die Gemeinde liegt etwa 41 Kilometer westnordwestlich von Foggia und grenzt unmittelbar an die Provinz Benevento (Kampanien).

## Geschichte
Die historische Siedlung Uluria, die vermutlich durch Japyger besiedelt war, wurde während der Samnitenkriege vernichtet.
Ab dem 10. Jahrhundert (969) befand sich in Volturara Appula ein Bischofssitz, der bis 1818 bestand und zwischenzeitlich (ab 1433) mit dem Bischofssitz von Montecorvino zusammengelegt wurde. Seit 1968 besteht das Titularbistum Vulturaria.

## Verkehr
Durch die Gemeinde führt die Strada statale 17 dell'Appennino Abruzzese e Appulo Sannitica von Antrodoco nach Foggia. Von hier geht die frühere Strada Statale 369 Appulo Fortorina (heute: Provinzstraße 135) nach Reino ab.

## Söhne und Töchter der Gemeinde
- Giuseppe Conte (* 1964),  Ministerpräsident Italiens von 2018 bis 2021